# Communauté de communes du Pays de Lapalisse
Die Communauté de communes du Pays de Lapalisse ist ein französischer Gemeindeverband mit der Rechtsform einer Communauté de communes im Département Allier in der Region Auvergne-Rhône-Alpes. Er wurde am 20. Dezember 1997 gegründet und umfasst 14 Gemeinden. Der Verwaltungssitz befindet sich im Ort Lapalisse.

## Mitgliedsgemeinden
| Gemeinde                                    | Einwohner 1. Januar 2022 | Fläche km² | Dichte Einw./km² | Code INSEE | Postleitzahl |
| ------------------------------------------- | ------------------------ | ---------- | ---------------- | ---------- | ------------ |
| Andelaroche                                 | 217                      | 20,28      | 11               | 03004      | 03120        |
| Barrais-Bussolles                           | 185                      | 25,34      | 7                | 03017      | 03120        |
| Bert                                        | 261                      | 24,15      | 11               | 03024      | 03130        |
| Billezois                                   | 361                      | 15,68      | 23               | 03028      | 03120        |
| Droiturier                                  | 367                      | 22,07      | 17               | 03105      | 03120        |
| Isserpent                                   | 560                      | 26,31      | 21               | 03131      | 03120        |
| Lapalisse                                   | 3.127                    | 33,01      | 95               | 03138      | 03120        |
| Le Breuil                                   | 531                      | 34,55      | 15               | 03042      | 03120        |
| Périgny                                     | 470                      | 27,22      | 17               | 03205      | 03120        |
| Saint-Christophe                            | 431                      | 28,02      | 15               | 03223      | 03120        |
| Saint-Étienne-de-Vicq                       | 527                      | 19,22      | 27               | 03230      | 03300        |
| Saint-Pierre-Laval                          | 365                      | 24,03      | 15               | 03250      | 42620        |
| Saint-Prix                                  | 785                      | 21,75      | 36               | 03257      | 03120        |
| Servilly                                    | 273                      | 12,32      | 22               | 03272      | 03120        |
| Communauté de communes du Pays de Lapalisse | 8.460                    | 333,95     | 25               | –          | –            |